# 巴魯卡里難民營
巴魯卡里難民營是孟加拉国吉大港專區科克斯巴扎爾的一個罗兴亚难民营。國際移民組織把巴魯卡里和鄰近的庫圖帕朗難民營合稱為「庫圖帕隆－巴魯卡里聯合地點」（Kutupalong–Balukhali expansion site）。2021年3月，難民營發生大火，導致人員傷亡，數萬人流離失所。

## 圖庫
- 援助機構協助放置沙包，防止洪水在雨季時湧入巴魯卡里難民營
- 在巴魯卡里難民營內一座山上的臨時棚屋